# Manor MRT05
De Manor MRT05 is een Formule 1-auto die gebruikt werd door het Manor F1 Team in het seizoen 2016. Het was tevens de eerste nieuwe auto van het team sinds 2014, nadat in 2015 een B-versie van de Marussia MR03 werd ingezet. Tevens was het de eerste auto van het team onder de naam Manor.

## Onthulling
Op 22 februari 2016 werd de MRT05 onthuld door middel van het plaatsen van foto's op internet. Kort daarna kwam de auto voor het eerst in actie tijdens de wintertests op het Circuit de Barcelona-Catalunya. De auto wordt bestuurd door twee rookies, de in de GP2 Series als vierde geëindigde Rio Haryanto en de DTM-kampioen Pascal Wehrlein. Na de zomerstop, vanaf de Grand Prix van België, is Haryanto vanwege een gebrek aan sponsorgeld vervangen door Esteban Ocon.

## Resultaten
| Resultaat                       |
| ------------------------------- |
| Winnaar                         |
| Tweede plaats                   |
| Derde plaats                    |
| Gefinisht (punten behaald)      |
| Gefinisht (geen punten behaald) |
| Niet geklasseerd (NC)           |
| Uitgevallen (DNF)               |
| Niet gekwalificeerd (DNQ)       |
| Gediskwalificeerd (DSQ)         |
| Niet gestart (DNS)              |
| Gewond (INJ)                    |
| Uitgesloten (EX)                |
| Teruggetrokken (WD)             |
| Niet deelgenomen (blanco cel)   |
| P Pole position                 |
| S Snelste ronde                 |

| Jaar | Chassis     | Motor                  | Banden | Coureurs        | 1   | 2   | 3   | 4   | 5   | 6   | 7   | 8   | 9   | 10  | 11  | 12  | 13  | 14  | 15  | 16  | 17  | 18  | 19  | 20  | 21  | Punten | WK-plaats |
| ---- | ----------- | ---------------------- | ------ | --------------- | --- | --- | --- | --- | --- | --- | --- | --- | --- | --- | --- | --- | --- | --- | --- | --- | --- | --- | --- | --- | --- | ------ | --------- |
| 2016 | Manor MRT05 | Mercedes PU106C Hybrid | P      |                 | AUS | BHR | CHN | RUS | SPA | MON | CAN | EUR | OOS | GBR | HON | DUI | BEL | ITA | SIN | MAL | JPN | VST | MEX | BRA | ABU | 1      | 11        |
| 2016 | Manor MRT05 | Mercedes PU106C Hybrid | P      | Rio Haryanto    | DNF | 17  | 21  | DNF | 17  | 15  | 19  | 18  | 16  | DNF | 21  | 20  |     |     |     |     |     |     |     |     |     | 1      | 11        |
| 2016 | Manor MRT05 | Mercedes PU106C Hybrid | P      | Esteban Ocon    |     |     |     |     |     |     |     |     |     |     |     |     | 16  | 18  | 18  | 16  | 21  | 18  | 21  | 12  | 13  | 1      | 11        |
| 2016 | Manor MRT05 | Mercedes PU106C Hybrid | P      | Pascal Wehrlein | 16  | 13  | 18  | 18  | 16  | 14  | 17  | DNF | 10  | DNF | 19  | 17  | DNF | DNF | 16  | 15  | 22  | 17  | DNF | 15  | 14  | 1      | 11        |
| Jaar | Chassis     | Motor                  | Banden | Coureurs        | 1   | 2   | 3   | 4   | 5   | 6   | 7   | 8   | 9   | 10  | 11  | 12  | 13  | 14  | 15  | 16  | 17  | 18  | 19  | 20  | 21  | Punten | WK-plaats |

* Het huidige seizoen
Ferrari SF16-H ·
Force India VJM09 ·
Haas VF-16 ·
Manor MRT05 ·
McLaren MP4-31 ·
Mercedes F1 W07 Hybrid ·
Red Bull RB12 ·
Renault RS16 ·
Sauber C35 ·
Toro Rosso STR11 ·
Williams FW38